# St. Andreas (Henglarn)

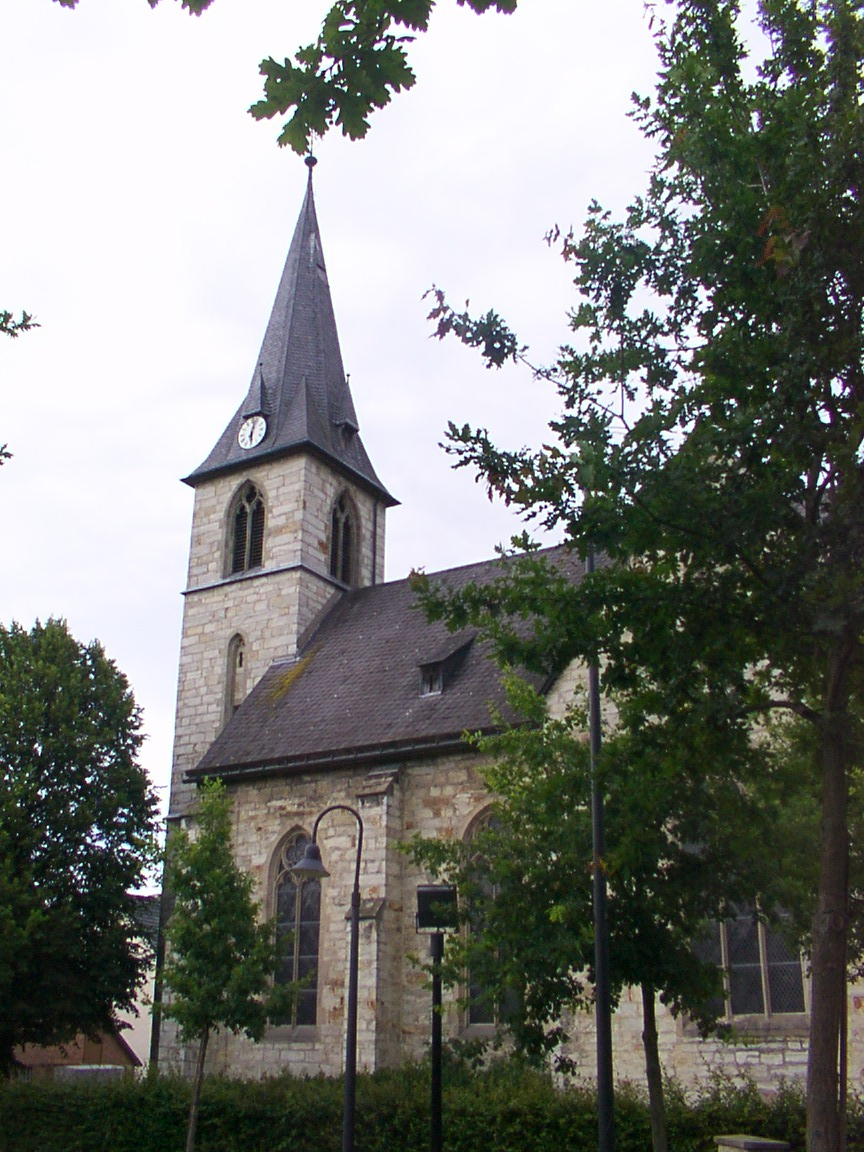
Außenansicht

Die katholische Kirche St. Andreas ist ein denkmalgeschütztes Kirchengebäude in der Kirchstraße 8 in Henglarn, einem Stadtteil von Lichtenau im Kreis Paderborn (Nordrhein-Westfalen).

## Geschichte und Architektur
Von der Vorgängerkirche Sankt Margaretha, die nach dem Bau der neuen Kirche abgebrochen wurde, steht noch der untere Teil des Turmes. Dieser beherbergt als tausendjähriger Turm das Erinnerungsmal für die gefallenen Teilnehmer der Kriege.
Der neugotische Bruchsteinsaal mit einem niedrigen, eingezogenen Chor mit Fünfachtelschluss wurde 1893/94 von Arnold Güldenpfennig errichtet. Die Anräume sind querschiffartig, der Turm steht an der Westseite. Die Wände sind durch Maßwerkfenster gegliedert. Es wurden spitze Kreuzgratgewölbe eingezogen. Die Ausstattung ist bauzeitlich. Der Hochaltar ist eine Arbeit von Becker aus Wiedenbrück.

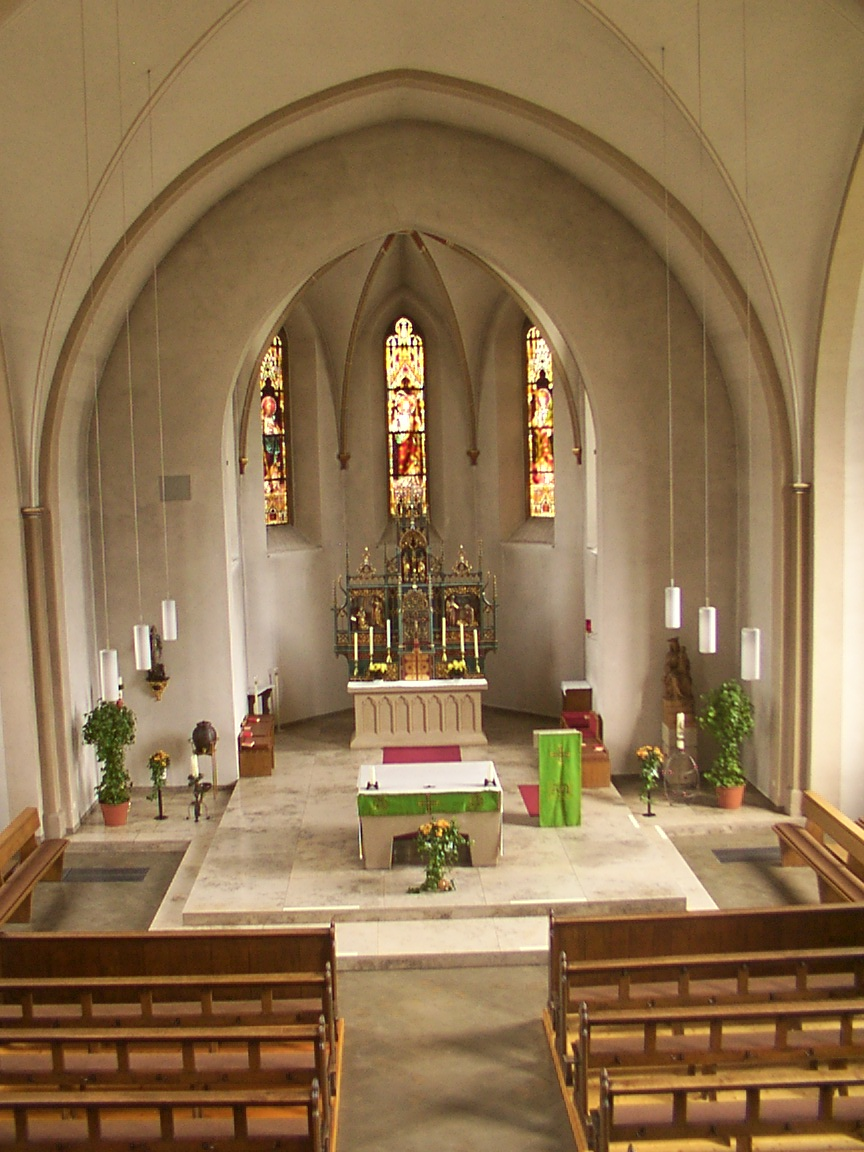
Das Kircheninnere: Blick in den Altarraum
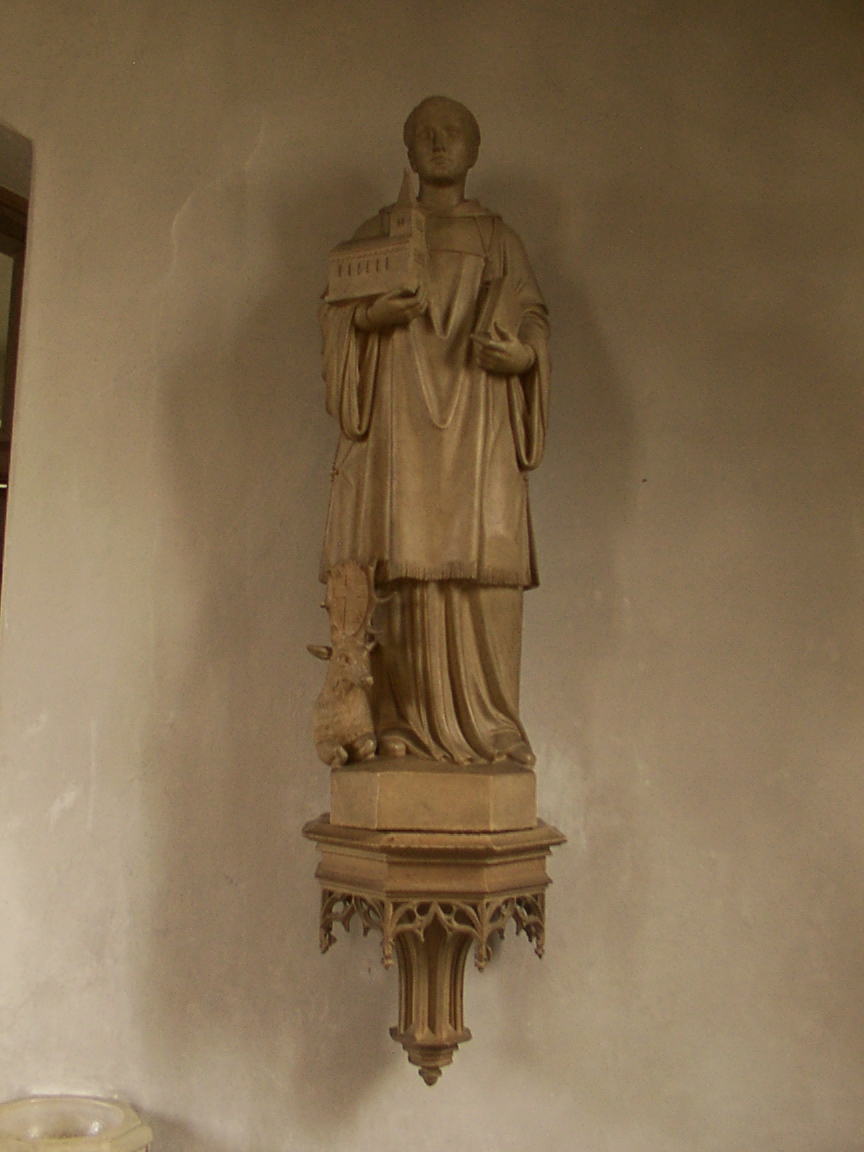
Meinolfstatue